# 1445년

## 연호
- 명(明) 정통(正統) 10년
- 일본(日本) 분안(文安) 2년
- 후 레 왕조(後黎朝) 다이호아(大和) 3년

## 기년
- 명(明) 영종 정통제(英宗 正統帝) 10년
- 조선(朝鮮) 세종(世宗) 27년
- 후 레 왕조(後黎朝) 인종(仁宗) 3년

## 사건
- 한글로 창작된 최초의 영웅 서사시인 《용비어천가》가 편찬되었다.

## 탄생
- 3월 1일 - 이탈리아의 화가 산드로 보티첼리. (~1510년)
- 3월 3일 - 조선 제8대 국왕 예종의 정비 장순왕후. (~1462년)
- 4월 27일 - 조선의 제8대 국왕 예종의 계비 안순왕후. (~1499년)